# موتيسية قرمزية
موتيسية قرمزية (الاسم العلمي: Mutisia coccinea) هو نوع نباتي يتبع جنس الموتيسية من فصيلة النجمية.